# Principe Czartoryski
Il titolo di Principe di Czartoryski nella Volinia fu utilizzato per la prima volta dal nobile Costantino di Czartorysk, figlio del granduca lituano Algirdas (al potere dal 1345 al 1377). Alla sua morte il titolo passò al figlio Vasili Konstantinovič, che è a tutti gli effetti considerato il progenitore della famiglia dei Czartoryski.

## Storia

### Origini

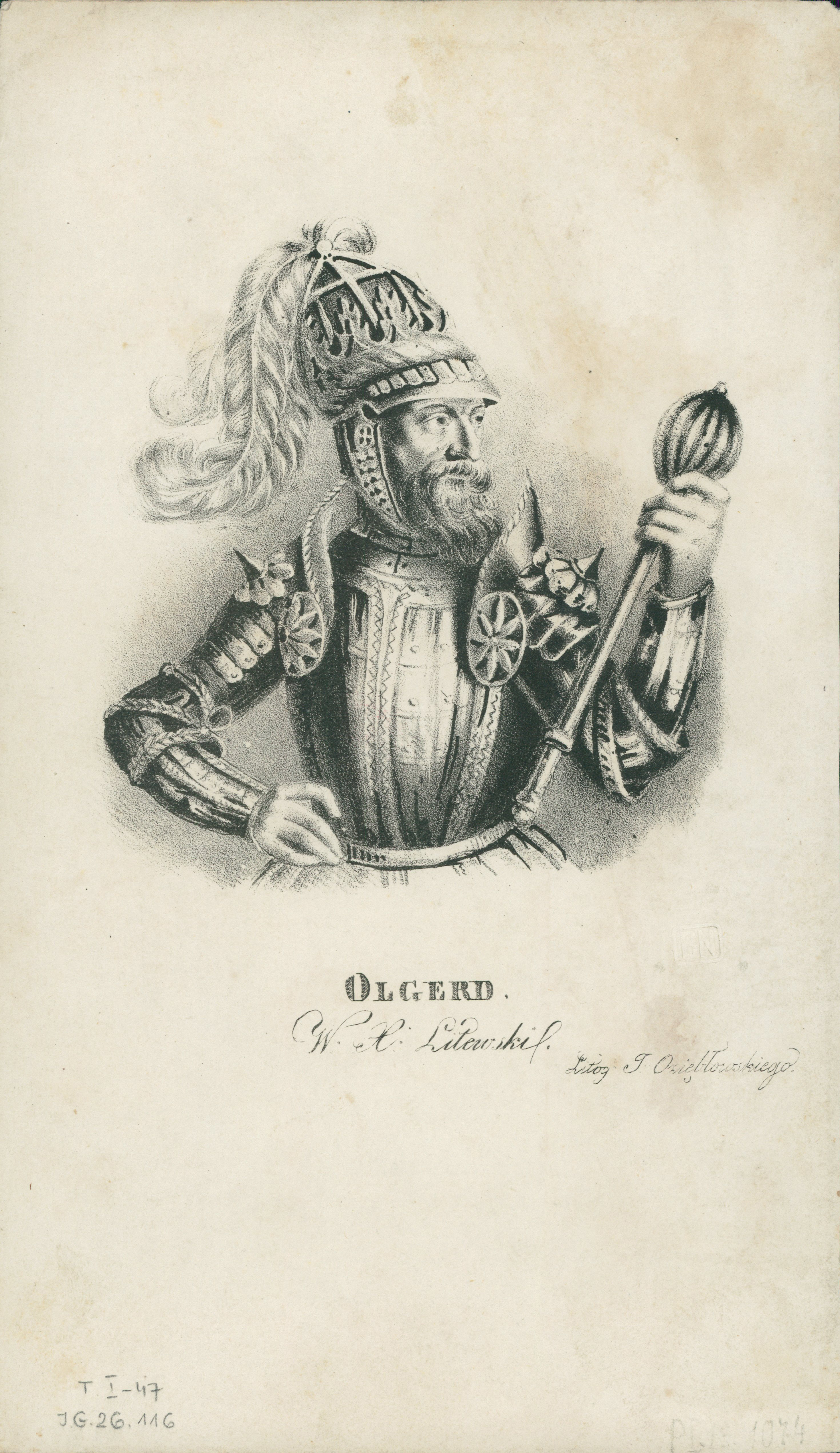
Algirdas in una stampa ottocentesca

I Czartoryski discendevano direttamente dalla famiglia Granducale lituana. I loro antenati discendevano infatti dal granduca Algirdas, conosciuto col nome di Costantino dopo il suo battesimo cristiano, che divenne Principe di Czartoryski, nella Volinia. Suo figlio Vasili Konstantinovich è a tutti gli effetti considerato il progenitore della famiglia Czartoryski.

### XVIII secolo

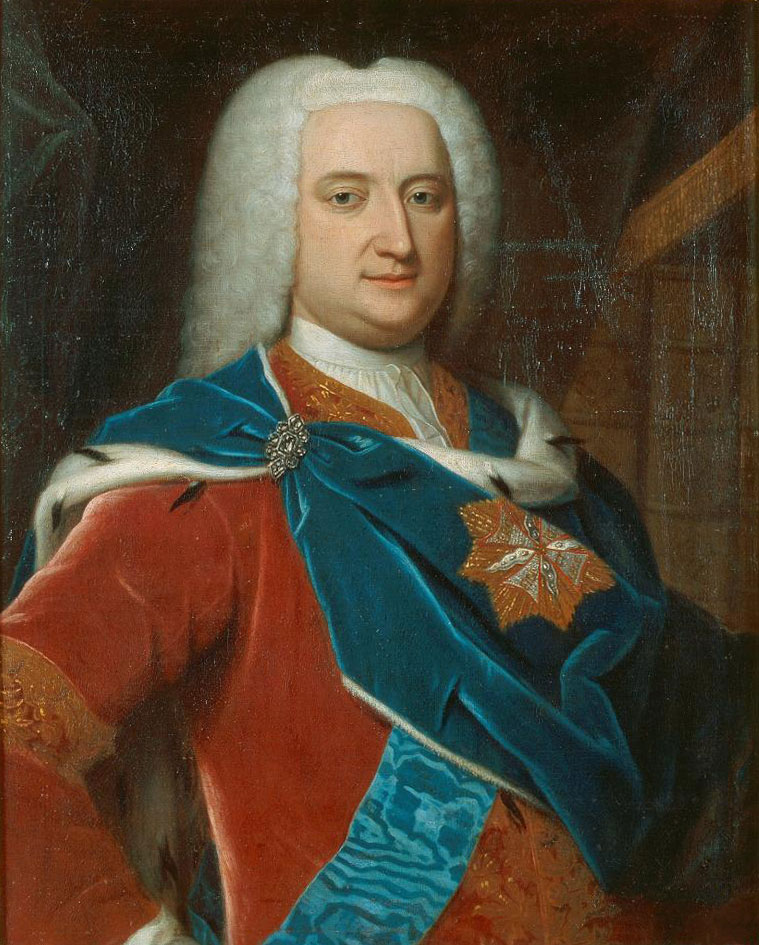
Un ritratto di Kazimierz Czartoryski conservato nel Museo Czartoryski

Tra i suoi discendenti si ricorda il principe Kazimierz Czartoryski (1674-1741), duca di Klewan e Zukow, castellano di Wilnow, che fece valere i propri diritti sulla corona lituana nel corso del XVIII secolo. Uomo intelligente e finemente educato, sposò Isabella Morsztyn, figlia del Gran Tesoriere di Polonia.

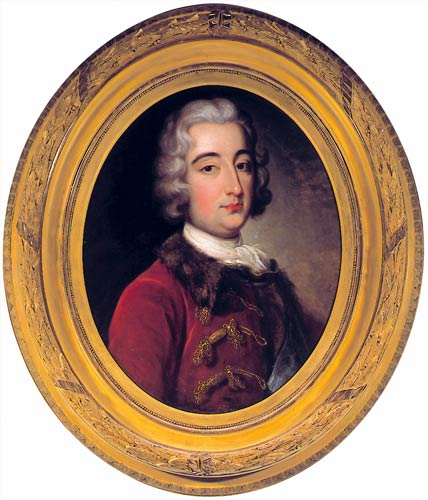
August Aleksander Czartoryski

La famiglia acquisì gran parte della propria potenza sotto i fratelli di Kazimierz, Michał Fryderyk e August Aleksander nell'ambito della Confederazione polacco-lituana nel corso del XVIII secolo, durante i regni dei monarchi Augusto II e Stanislao Leszczyński.

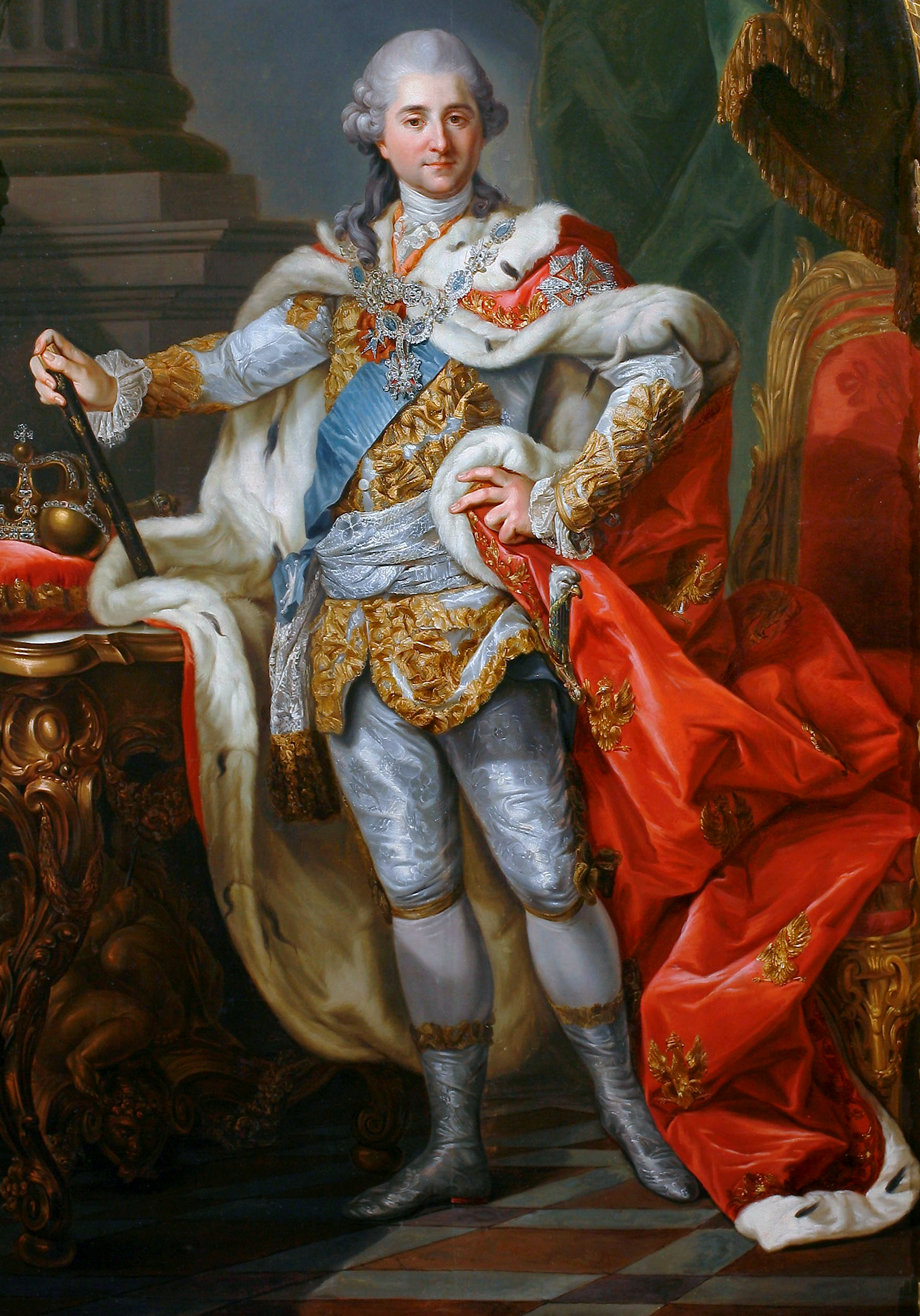
Ritratto di Stanislao II Augusto Poniatowski con l'abito dell'incoronazione di Marcello Bacciarelli

La famiglia mantenne la propria influenza sino alla seconda metà del XVIII secolo alla corte di Augusto III. I fratelli Czartoryski ottennero fama grazie alla parentela con Stanislao Poniatowski, che sposò la loro sorella, e il cui figlio, sul finire del secolo, divenne l'ultimo re indipendente della confederazione, con il nome di Stanislao II.
La famiglia Czartoryski fu ancora protagonista nelle fasi del declino della confederazione e dell'insorgere dell'instabilità politica che preluse allo smembramento della Polonia.

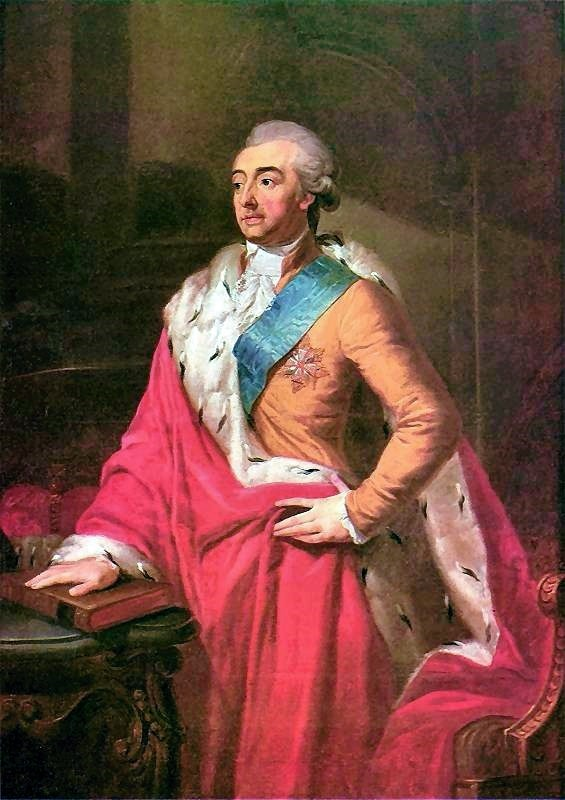
Adam Kazimierz Czartoryski

Anche se i possedimenti della famiglia a Puławy vennero confiscati dall'Impero russo nel 1794, nel corso della terza partizione della Polonia, la famiglia continuò ad avere un ruolo predominante nella politica dello stato polacco, con personaggi di rilievo come Adam Kazimierz Czartoryski e Adam Jerzy Czartoryski.

## Principi Czartoryski (1330-oggi)
- Konstanty Olgierowicz, (1330-1390)
- Wasyl Konstantynowicz, (1375-1416)
- Michał Wasylewicz, (m.1489)
- Fiodor, (m.1542)
- Aleksander Fedorowicz, (1517-1571)
- Iwan Fedorowicz, (m.1567)
- Jerzy, (1560-1626)
- Mikołaj Jerzy, (1603-1662)
- Kazimierz Florian, (1620–1674)
- Michał Jerzy, (1621-1692)
- Kazimierz, (1674-1741)
- Michał Fryderyk, (1696-1775)
- August Aleksander, (1697-1782)
- Adam Kazimierz, (1734-1823)
- Adam Jerzy, (1770-1861)
- Władysław, (1828-1894)
- Adam Ludwik, (1872-1937)
- Augustyn Józef, (1907-1946)
- Adam Karol, (n. 1940)